# Dmitri Nikolajewitsch Djomuschkin

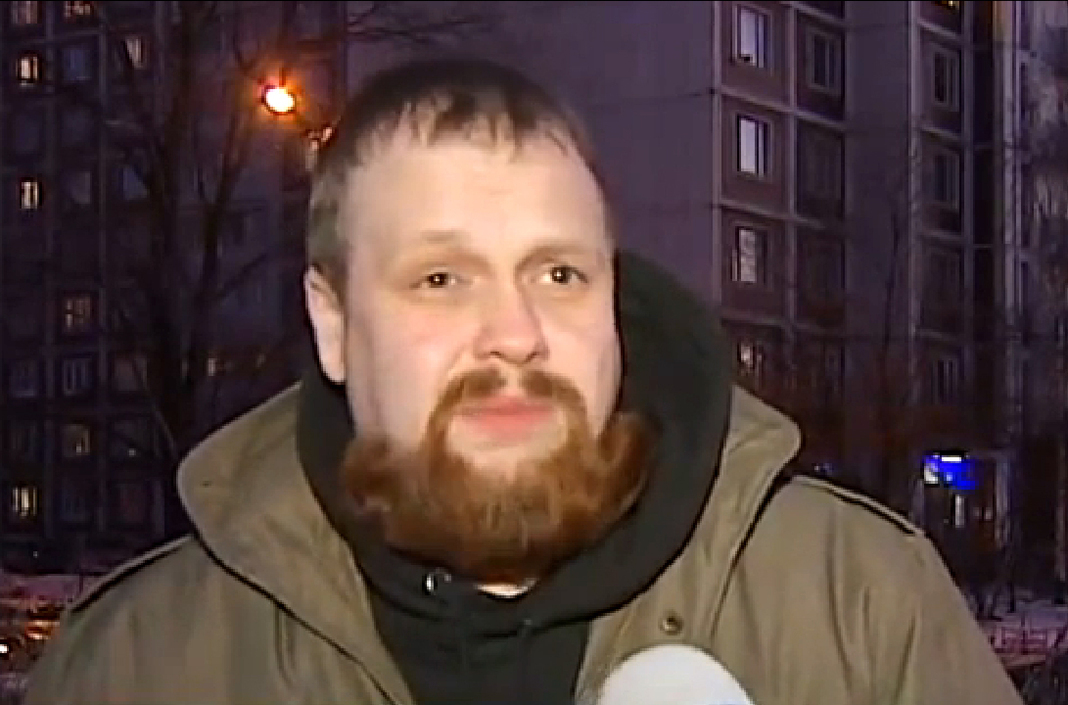
Dmitri Nikolajewitsch Djomuschkin

Dmitri Nikolajewitsch Djomuschkin (russisch Дми́трий Никола́евич Дёмушкин; * 7. Mai 1979 in Moskau) ist ein russischer Rechtsextremist.

## Leben
1999 gründete Djomuschkin die Slawische Union (russisch Славянский Союз), die sich im Laufe der Jahre zu einer der größten und berüchtigtsten rechtsradikalen Vereinigungen in Russland entwickelte und als deren Anführer er agiert.
2001 war Djomuschkin eines der Gründungsmitglieder der Nationalen Staatspartei Russlands, der jedoch aufgrund ihres Extremismus von dem Justizministerium die Registrierung verweigert wurde.
Im Juni 2004 kündigte Djomuschkin eine „Nacht der langen Messer“ an für die Feinde Russlands, das sind Menschenrechtsorganisationen, welche „gewöhnlich aus nichtrussischen ›Bürgerrechtlern‹ bestünden und von FBI, MI6 und Mossad bezahlt würden“.
2012 bemühte er sich um eine Kandidatur bei den Bürgermeisterwahlen in Kaliningrad. Des Weiteren ist Djomuschkin Mitorganisator der Russischen Märsche.
Im Jahr 2017 verurteilte ihn das Moskauer Bezirksgericht Nagatinski nach Artikel 282 des Strafgesetzbuches der Russischen Föderation zu 2,5 Jahren Haft wegen Anstiftung zu Hass und Feindseligkeit (Extremismus). Dmitri Djomuschkin wurden vor dem Gericht die von ihm auf seiner vk-Seite hochgeladenen Fotos der rechtsradikalen Russischen Märsche zur Last gelegt. Djomuschkin musste sich in eine Strafkolonie begeben. Nach einer teils abgeschlossenen Entkriminalisierung wurde er zwei Wochen vor Ende der Haftzeit entlassen.